# Klara Bielawka
Klara Bielawka (ur. 11 września 1984 w Krakowie) – polska aktorka filmowa i teatralna. 

## Życiorys
W 2008 roku ukończyła studia na Wydziale Aktorskim w Państwowej Wyższej Szkoły Teatralnej im. Ludwika Solskiego w Krakowie (ob. Akademia Sztuk Teatralnych im. Stanisława Wyspiańskiego).
Współpracowała m.in. z warszawskim Teatrem Dramatycznym, od grudnia 2016 roku członkini zespołu Teatru Powszechnego im. Zygmunta Hübnera.
W 2008 roku na Międzynarodowym Festiwalu Szkół Teatralnych SETKÁNÍ/ENCOUNTER w Brnie otrzymała nagrodę Marta Awards za rolę Sen Te I w spektaklu „Dobry człowiek z Seczuanu” w reż. Pawła Miśkiewicza oraz wyróżnienie Ministra Kultury i Dziedzictwa Narodowego za rolę Joasa w spektaklu „Sędziowie” utworzonego pod opieką pedagogiczną Jerzego Stuhra.
W 2015 otrzymała wyróżnienie aktorskie na LV Kaliskich Spotkaniach Teatralnych za rolę Odnalezionego Dziennika w spektaklu „Afryka”. 

## Filmografia
- 2024: Treasure jako Irena Ulicz
- 2022: The Office PL jako wychowawczyni w domu dziecka
- 2022: Wielka woda jako pielęgniarka Beata
- 2021: Anatomia, jako przyjaciółka;
- 2021: Pajęczyna jako Bożena Wanio
- 2021: Planeta singli. Osiem historii jako Ala (odc. 7)
- 2021: Bo we mnie jest seks jako matka Heńka
- 2021: Ceremonia jako bibliotekarka Daria
- 2021: Inni ludzie jako matka ucznia
- 2021: Zupa nic jako celniczka
- 2021: Jakoś to będzie jako pracownica banku
- 2021: Jak pokochałam gangstera jako Else
- 2021: Władek i Halinka jako Ala, córka Władka
- 2021: Wanda Gertz jako Margerita
- 2020: Ludzie i bogowie jako Zofia Łokietko
- 2021: Zenek jako Danuta Martyniuk, żona Zenka
- 2019: Ciemno, prawie noc jako Sandra Pędrak
- 2018: Fuga jako Justyna
- 2018: Pod powierzchnią jako pani Kasia (odc. 2, 6)
- 2018: Drogi wolności jako Klementyna (odc. 12)
- 2018: 1983 jako Ola Moroz
- 2018: Jak pies z kotem jako reporterka
- 2018: Siłaczki jako Paulina Kuczalska
- 2016: Artyści jako aktorka „Młoda”
- 2016: Les Innocentes jako siostra Joanna
- 2016: Niewinne jako siostra Joanna
- 2016: Maria Skłodowska-Curie jako studentka
- 2016: Na dobre i na złe jako mama Szymka (odc. 625)
- 2016: Zaćma jako zakonnica
- 2016: Zjednoczone stany miłości jako Ula, sekretarka w szkole
- 2015: Żyć nie umierać jako recepcjonistka
- 2015: Słaba płeć? jako „chirurg plastyczny” po kursie internetowym
- 2014: Portret jako Emilia
- 2014: Książę jako Agnieszka Cieślak, córka Ryszarda
- 2013: Stacja Warszawa jako Lucy
- 2012: Dzień kobiet jako Andżelika
- 2012: Paradoks jako Anna, studentka Nowickiego (odc. 8)
- 2011: Czas honoru jako niemiecka sekretarka (odc. 45, 47)
- 2011: Rezydencja jako Jagoda Stopa
- 2011: Wyjazd integracyjny jako Małgosia Pucek
- 2010: Ojciec Mateusz jako nauczycielka (odc. 44, 45)
- 2009: Rewers jako koleżanka z wydawnictwa
- 2009: Siostry jako Ela
- 2008: Trzeci oficer jako zakonnica w hospicjum (odc. 9)